# ФК Сијетл саундерси
ФК Сијетл саундерси (енгл. Seattle Sounders FC) је амерички фудбалски клуб из Сијетла. Наступа у Западној конференцији МЛС лиге. Један је од успешнијих клубова са освојена два МЛС купа и четири УС опен купа. Први је клуб из МЛС лиге који је освојио КОНКАКАФ Лигу шампиона.

## Трофеји
- МЛС куп: 2016, 2019.
- УС опен куп: 2009, 2010, 2011, 2014.
- КОНКАКАФ Лига шампиона: 2022.